# 葉芸希
葉芸希（1992年07月26日—），原名葉倩宇，臺灣女演員，2016年首度出演校園偶像劇《我的老師叫小賀》高婉君一角，成為漸受關注的新生代演員。

## 作品

### 戲劇
| 年份       | 播出頻道   | 劇名               | 飾演         |
| 葉倩宇時期 |            |                    |              |
| 2016年     | 民視       | 《我的老師叫小賀》 | 高婉君       |
| 2018年     | 大愛       | 《在愛之外》       | 陳品諺       |
| 2018年     | 台視       | 《牡丹花開》       | 方小琪       |
| 葉芸希時期 |            |                    |              |
| 2019年     | 大愛       | 《大林學校》       | 彤彤         |
| 2019年     | 大愛       | 《愛的路上我和你》 | 麗娜         |
| 2020年     | 台視       | 《生生世世》       | 王香齡       |
| 2021年     | 台視       | 《一個屋簷下》     | 劉欣欣       |
| 2023年     | 三立台灣台 | 《天道》           | 鍾雪卿(年輕) |

| 網路劇 | 年份  | 播出頻道           | 劇名 | 飾演 |
| 2020年 | Vidol | 《限時同居侯八天》 | 小寒 |      |

| 上映日期 | 電影名稱         | 演出角色 | 導演   | 備註 |
| 2017     | 《52赫茲我愛你》 | 櫃檯小妹 | 魏德聖 |      |
| 2021     | 《愛 · 殺》      | 多多     | 周美玲 |      |

| 年份 | 戲劇名稱                                   | 演出角色 | 單位       | 備註 |
| 2018 | 《少女變大媽》                             | 女主角   | 衛生福利部 |      |
| 2018 | 《適合化妝的交通工具？機車？公車？捷運？》 | 女主角   | 台客劇場   |      |

### 書籍
- Dr.BEAUTY醫美時尚

### 廣告
- 2017《娘家益生菌》
- 2019《台糖蜆精》上班族篇
- 2018《和泰產險》旅遊平安險
- 2018《國宅計畫》宅的好、好的宅篇
- 2018《Shopback》女兒篇
- 2023《Vacanza》耳夾專門所

### 音樂
- 《賭徒》-鄭宇伶
- 《綠度母》-王彩樺
- 《離開台北》-Trash樂團
- 《那件曾經答應自己的事情》-陳布朗MrBrown
- 《平分慚愧》-邱鋒澤
- 《不搖就滾this is my life》-Marz23
- 《現在只剩我了》-琳誼

## 外部連結
- 葉芸希-小鼻Facebook （页面存档备份，存于）
- 葉芸希instagram

- 星生代／改名再出發　葉芸希阿公保庇星運開 （页面存档备份，存于） 中時新聞網2020/10/15 06:00
- BL男星大膽想當「人體火鍋」！女助理願變火鍋料 （页面存档备份，存于）自由時報2020/06/30 20:11
- BL男星大膽想當「人體火鍋」！女助理願變火鍋料 （页面存档备份，存于） ETtoday星光雲2020/06/30 21:08
- 《侯八天》演起炮仔聲 花絮搞笑公開 （页面存档备份，存于）三立新聞網2020/6/23 9:35
- 大學同學開酒吧　李懿體驗一日老闆娘 （页面存档备份，存于）中國時報 2020/05/19 15:36
- 《叫小賀》威哥同居狼人殺女神！ （页面存档备份，存于）三立新聞網2020/02/07 12:40
- 限時同居侯八天首映 （页面存档备份，存于）三立新聞網娛樂新聞
- 葉芸希 善良又酷帥的美少女 （页面存档备份，存于）Mymusic podcast